# Lîtvînivka, Reșetîlivka
Lîtvînivka (în ucraineană Литвинівка) este un sat în comuna Demîdivka din raionul Reșetîlivka, regiunea Poltava, Ucraina.

## Demografie
Componența lingvistică a localității Lîtvînivka
     Ucraineană (99,6%)
     Alte limbi (0,4%)
Conform recensământului din 2001, majoritatea populației localității Lîtvînivka era vorbitoare de ucraineană (99,6%), existând în minoritate și vorbitori de alte limbi.